# Dominik Jaroslav Duka
Dominik Jaroslav Duka O.P. (Sinh 1943) là một Hồng y người Cộng hòa Séc của Giáo hội Công giáo Rôma. Ông từng đảm nhận cương vị Tổng giám mục Tổng giáo phận Praha (Prague) từ năm 2010 đến năm 2022.

## Thân thế và tu học
Hồng y Duka sinh ngày 26 tháng 4 năm 1943 tại Hradec Králové, Tiệp Khắc. Năm 1960, sau khi tốt nghiệp trung học và không thể tiếp tục học nghề, ông làm việc trong một nhà máy và phục vụ 2 năm trong quân đội. Sau đó, vào năm 1965, ông được nhận vào Khoa Thần học tọa lạc tại đường Sts Cyril và Methodius ở Litomĕřice. Vào ngày 5 tháng 1 năm 1968 hoặc 6 tháng 1 năm 1969, ông bí mật gia nhập Dòng Anh Em Thuyết Giáo, một dòng không được chính quyền bấy giờ công nhận. Gia nhập dòng này, ông được đặt tên là Dominik. Ngoài ra, ông còn sở hữu văn bằng về thần học. Ông thụ phong linh mục vào ngày 22 tháng 6 năm 1970, là linh mục Dòng Anh Em Thuyết Giáo, bởi Giám mục Stepán Trochta, S.D.B., Giám mục chính tòa Giáo phận Litoměřice. Năm 1975, chính quyền dừng việc cho phép linh mục Duka làm "người quản lí việc tôn giáo" và vì thế, trong những năm sau đó, ông trở thành nhân viên thiết kế tại một nhà máy ô tô. Trong khi làm việc tại nhà máy, ông vẫn tiếp tục nghiên cứu và tham dự những cuộc gặp bí mật với các thành viên Dòng Đa Minh.
Từ năm 1975 đến năm 1986, ông làm quản lý học vụ tỉnh dòng và từ năm 1976 đến năm 1981, ông tham gia việc giảng dạy các chủng sinh. Ông cũng đã giúp thiết lập một trung tâm nghiên cứu tôn giáo bí mật và tổ chức các hoạt động cho các tu sĩ Đa Minh trẻ tuổi. Năm 1981 ông bị kết án 15 tháng tù ở Plzeň-Bory, bị buộc tội "hoạt động tôn giáo trái phép".
Năm 1986, ông thành bề trên của tỉnh dòng Đa Minh. Tháng 11 năm 1989, ông được bầu làm Chủ tịch Hội đồng các Bề trên của Cộng hòa Séc, và từ năm 1992 đến năm 1996, ông là Phó Chủ tịch Liên minh các Hội nghị Thượng đỉnh Chính phủ Châu Âu. Ông cũng dạy thần học Kinh thánh tại Đại học Palacký, Olomouc, và là một thành viên của Ủy ban Kiểm định Chính phủ từ năm 1990 đến năm 1998.

## Giám mục
Ông được phong chức giám mục ngày 26 tháng 9 năm 1998, sau khi được bổ nhiệm làm Giám mục chính tòa Giáo phận Hradec Králové vào ngày 6 tháng 6 năm 1998, bởi Giám mục Chủ phong là Tổng giám mục Karel Otčenášek và hai phụ phong gồm Hồng y Miloslav Vlk - Tổng giám mục Praha và Tổng giám mục Giovanni Coppa, Sứ thần Tòa Thánh tại Slovakia và Cộng hòa Séc. Tân giám mục chọn khẩu hiệu:In spiritu veritatis.
Ông đã đóng góp nhiều sáng kiến của mình nhằm mục đích nâng cao khả năng mục vụ trong giáo phận, bao gồm việc thành lập viện thần học ở Skuteč. Năm 2002 ông triệu tập đại hội Thánh Thể thứ hai của giáo phận. Ông đã công bố các đạo luật mới của Chương trình Nhà thờ Chúa Thánh Thần và bổ sung chín khoản giáo luật. Từ năm 2000 đến năm 2004, ông là Phó Chủ tịch Hội đồng Giám mục Séc và tổ chức các buổi lễ kỷ niệm bảy trăm năm thành lập Giáo đường Chúa Thánh Thần. Từ ngày 6 tháng 11 năm 2004 đến ngày 26 tháng 1 năm 2008, ông là Giám quản Tông Tòa Giáo phận Litoměřice trước khi làm giám quản giáo phận cho đến ngày 4 tháng 10 cùng năm.

## Tổng Giám mục, thăng Hồng y
Vào ngày 13 tháng 2 năm 2010, Tòa Thánh loan tin bổ nhiệm Giám mục Duka làm Tổng giám mục của Pragure, còn gọi là Praha và ông đã nhậm chức vào ngày 10 tháng 4 sau đó. Ông cũng là Chưởng ấn Khoa Thần học của thành phố.
Vào ngày 21 tháng 4 năm 2010, ông được bầu làm Chủ tịch Hội đồng Giám mục Séc. Tổng giám mục Duka còn là thành viên của Diễn đàn Đạo đức Séc và của Hội đồng Khoa học của Khoa Thần học Prague. Ngoài ra, ông còn đảm nhiệm vai trò chủ tịch Hội đồng hành chính của Hội Thánh Kinh thánh Công giáo và của Trung tâm Nghiên cứu Kinh thánh, một thành viên của Liên minh các tù nhân chính trị và là trợ lý biên tập của các tạp chí Salve và Communio. Ông đóng vai trò quan trọng trong việc dịch Kinh Thánh Jerusalem sang tiếng Séc.
Trong Công nghị Hồng y 2012 được cử hành ngày 18 tháng 2, Giáo hoàng Biển Đức XVI đã vinh thăng tổng gáim mục Duka tước vị Hồng y Nhà thờ Santi Marcellino e Pietro. Ông đã đến nhận nhà thờ của mình vào ngày 25 tháng 11 sau đó. Ông kết thúc nhiệm vụ Tổng giám mục Tổng giáo phận Praha vào tháng 5 năm 2022.